# Licto
Le Licto est un volcan d'Équateur formé de cônes de scories.